# Caligula anna
Caligula anna är en fjärilsart som beskrevs av Moore 1865. Caligula anna ingår i släktet Caligula och familjen påfågelsspinnare. Inga underarter finns listade i Catalogue of Life.

## Bildgalleri

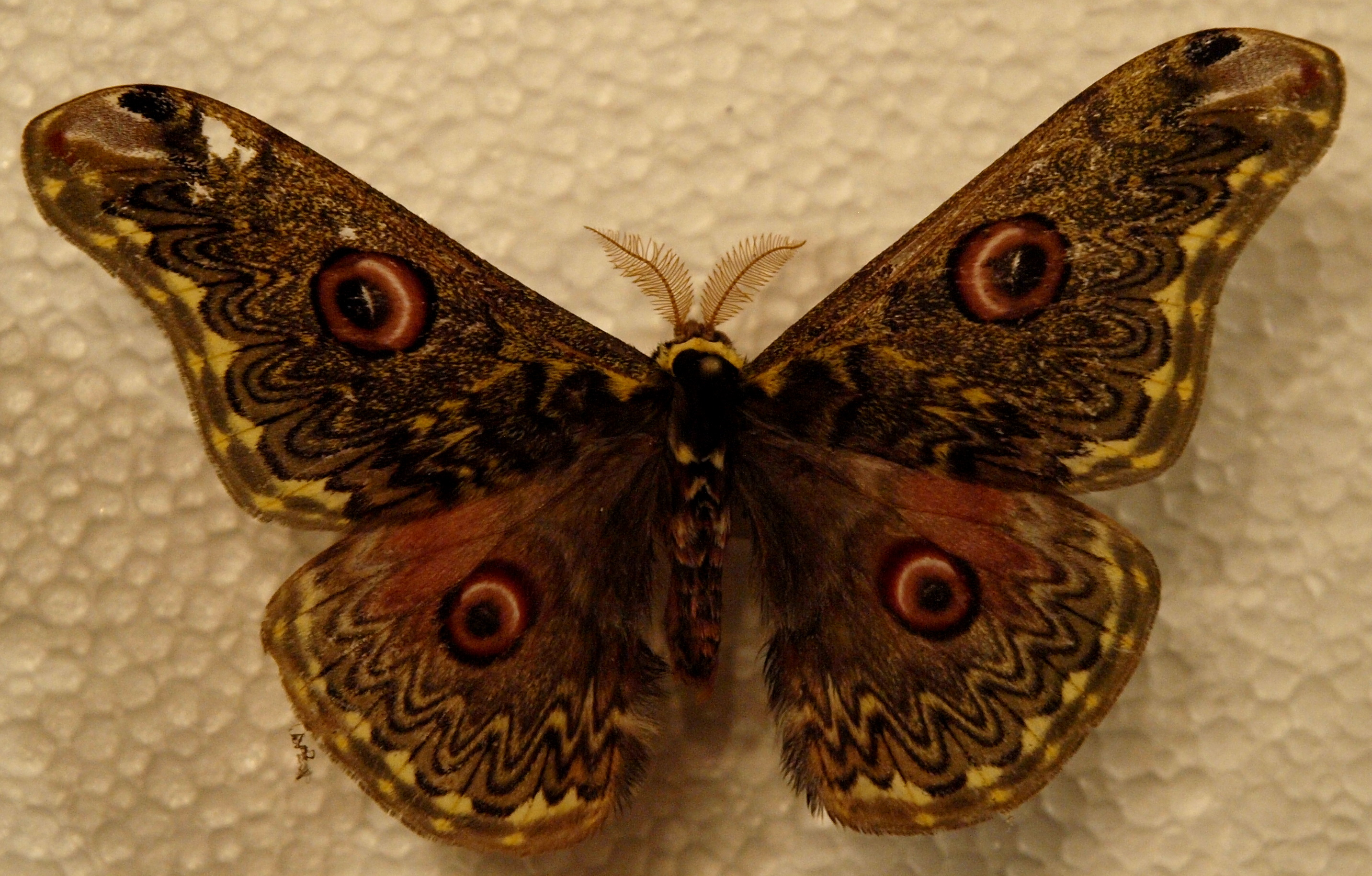
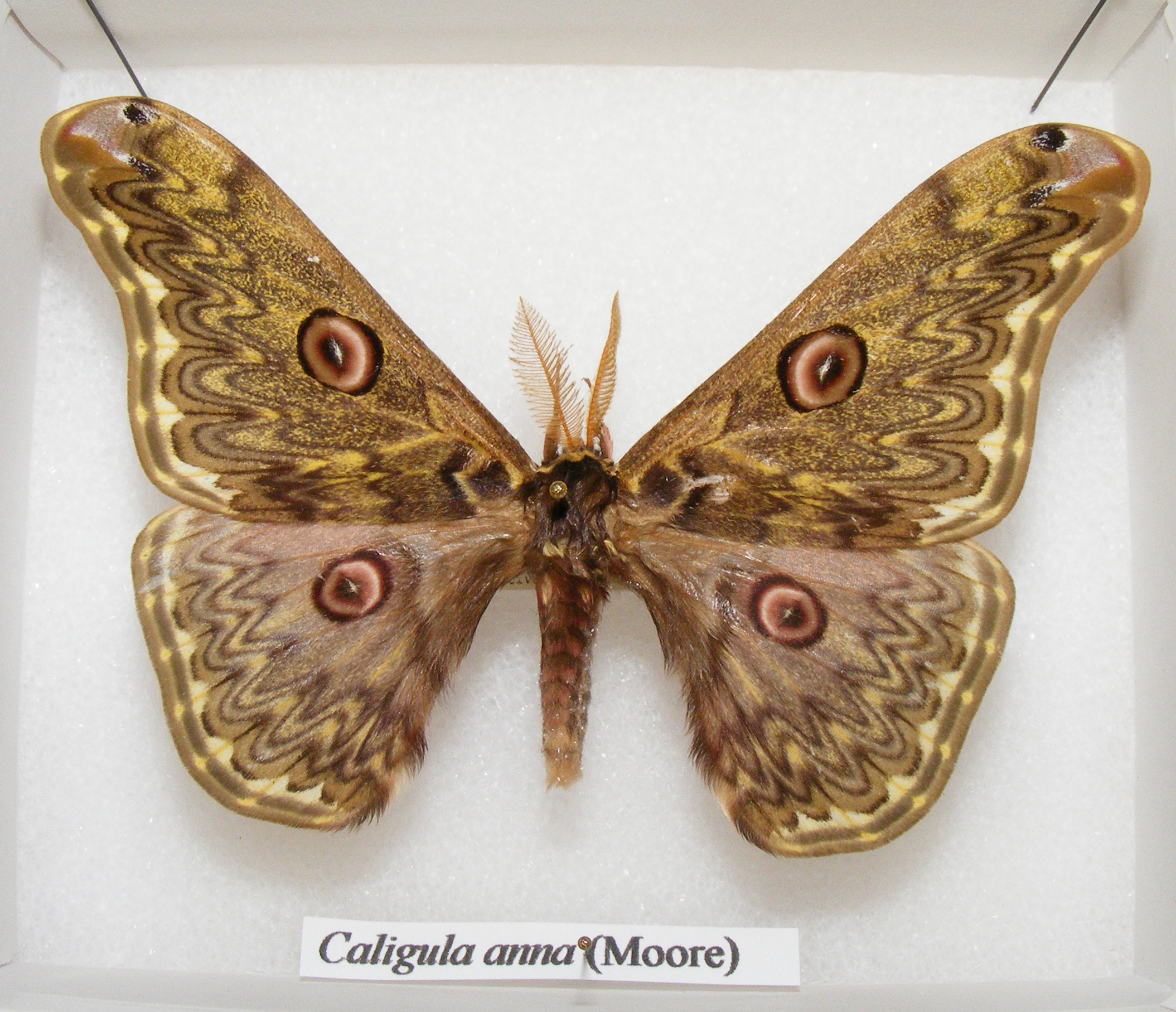